# Mauchérite
La mauchérite est un minéral arséniure de nickel de couleur grise à blanc argenté rougeâtre. Il cristallise dans le système cristallin tétragonal. On le trouve dans des veines hydrothermales avec d'autres minéraux sulfures et arséniures de nickel. Il est métallique et opaque avec une dureté Mohs de 5 et une densité de 7,83. Il est également appelé placodine et temiskamite. La maille élémentaire a un groupe d'espace P41212 ou P43212. 
Sa formule chimique est : Ni11As8 et il contient souvent comme impuretés du cuivre, du fer, du cobalt, de l'antimoine et du soufre.
Il fut découvert en 1913 à Eisleben, Allemagne et nommé d'après Wilhelm Maucher (de) (1879–1930), un collectionneur de minéraux allemand.